# جاي إي فريمان
جاي إي فريمان (بالإنجليزية: J. E. Freeman)‏ مواليد 2 فبراير 1946 في بروكلين، نيويورك، الولايات المتحدة - الوفاة 9 أغسطس 2014 في سان فرانسيسكو، هو ممثل أمريكي بدأ مسيرته الفنية سنة 1979. من أعماله النسر الحديدي 3. امتدت مسيرته الفنية لأكثر من 25 عاما.

## روابط خارجية
- جاي إي فريمان على موقع IMDb (الإنجليزية)
- جاي إي فريمان على موقع روتن توميتوز (الإنجليزية)
- جاي إي فريمان على موقع قاعدة بيانات الأفلام العربية
- جاي إي فريمان على موقع ألو سيني (الفرنسية)
- جاي إي فريمان على موقع أول موفي (الإنجليزية)
- جاي إي فريمان على موقع قاعدة بيانات الأفلام السويدية (السويدية)
- جاي إي فريمان على موقع قاعدة بيانات الفيلم (الإنجليزية)
- جاي إي فريمان على موقع كينوبويسك (الروسية)